# Gottfried August von Lorenz
Gottfried August Lorenz, ab 1790 Freiherr von Lorenz (* 5. Dezember 1776 in Mittweida; † 22. Juli 1841 in Dresden), war ein kursächsischer, ab 1806 königlich-sächsischer Amtshauptmann und Rittergutsbesitzer.

## Leben
Er stammte aus der in den Freiherrenstand erhobenen bürgerlichen Kaufmannsfamilie Lorenz aus der sächsischen Stadt Mittweida. Friedrich Freiherr von Lorenz auf Burkartshain bei Wurzen, Mühlbach und Roitzsch war sein um ein Jahr jüngerer Bruder. Die Eltern waren Christiana Sophia Scheibe und der früh verstorbene Johann Gottfried von Lorenz. Die beiden Brüder erhielten Privatunterricht durch den Hauslehrer Friedrich Adolph Heyne, besuchten die Universität Leipzig und schlossen ihre Jurastudien im Jahr 1800 mit dem Diplom ab.
Von 1804 bis 1806 war Gottfried August Freiherr von Lorenz Besitzer des Rittergutes Klettstedt im Kurfürstentum Sachsen, das er für 36.000 Reichstaler erworben hatte. Er überließ es nach kurzer Zeit zum gleichen Preis dem Rittmeister Heinrich Adolph von Gablenz, von dem er es zuvor erworben hatte. Er gilt als Bauherr des 1806 errichteten Herrenhauses in Roitzsch.
1828 wird er als Titular-Amtshauptmann bezeichnet.
Aus seiner am 3. März 1803 in Lockwitz geschlossenen Ehe mit Constanzia Augusta geb. Rumour (* um 1788, † 19. Juli 1825 in Dresden) ging der am 29. Mai 1805 in Dresden geborene Sohn Ernst Friedrich Gustav Freiherr von Lorenz hervor. Ein weiterer Sohn war Ernst Konstantin Gottfried, geboren 24. Juni 1807 in Wäldchen, dessen Nachfahren die Genealogie der Familie weiter führte. Die einzige Tochter des Gottfried August von Lorenz, Ida Constanzia Mathilde, heiratete 1828 Wilhelm von Schlichten.